# Albrecht Theodor Middeldorpf
Albrecht Theodor Middeldorpf (Breslavia, 3 luglio 1824 – Breslavia, 29 luglio 1868) è stato un chirurgo tedesco.

## Biografia
Studiò medicina presso l'università di Breslavia e Berlino, ricevendo il dottorato medico nel 1846. Come allievo, fu lo studente di Jan Evangelista Purkyně, Johannes Peter Müller e Johann Friedrich Dieffenbach. Dopo la laurea, lavorò come assistente di Purkyně a Breslavia per un anno, poi intraprese un viaggio studio a Vienna e Parigi. Nel 1853 diventò professore associato di chirurgia e oftalmologia a Breslavia, e poco dopo fu nominato chirurgo presso l'ospedale Allerheiligen. Nel 1856 divenne professore ordinario e direttore della clinica chirurgica-oftalmologica. Durante la seconda guerra dello Schleswig (1864) e la guerra austro-prussiana (1864), fece il medico per i feriti.
Il suo interesse principale era la cauterizzazione, un'operazione di bruciatura che si effettua mediante l'utilizzo del cauterio. Nel 1854 pubblicò la prima monografia per l'applicazione della corrente elettrica in chirurgia. Nel settembre 1856 dimostrò i suoi metodi chirurgici a Parigi, di cui gli fu assegnato anche il Prix Montyon dall'Accademia francese delle scienze.

## Opere principali
- Beiträge zur Lehre von den Knochenbrüchen, 1853.
- Die Galvanokaustik, ein Beitrag zur operativen Medizin, 1854.
- Überblick über die Akidopeirastik, eine neue Untersuchungsmethode mit Hülfe spitziger Werkzeuge, 1856.
- Abrégé de la galvanocaustie (in francese), 1864 .[3]